# 785 Zwetana
785 Zwetana је астероид главног астероидног појаса. Приближан пречник астероида је 48,54 ,
а средња удаљеност астероида од Сунца износи 2,569 астрономских јединица (АЈ).
Инклинација (нагиб) орбите у односу на раван еклиптике је 12,729 степени, а орбитални период износи 1504,393 дана (4,118 године). Ексцентрицитет орбите астероида износи 0,209.
Апсолутна магнитуда астероида износи 9,45 а геометријски албедо 0,124.
Астероид је откривен 30. марта 1914. године.